# 拉洪達 (加利福尼亞州)
拉洪達（英語：La Honda）是位於美國加利福尼亞州聖馬刁縣的一個人口普查指定地區。

## 地理
拉洪達的座標為37°19′09″N 122°16′27″W / 37.31917°N 122.27417°W，而該地最高點為海拔高度218米（即715英尺）。

## 人口
根據2010年美國人口普查的數據，拉洪達的面積為11.038平方千米，當中陸地面積為10.999平方千米，而水域面積為0.039平方千米。當地共有人口928人，而人口密度為每平方千米84人。